# Liederabend

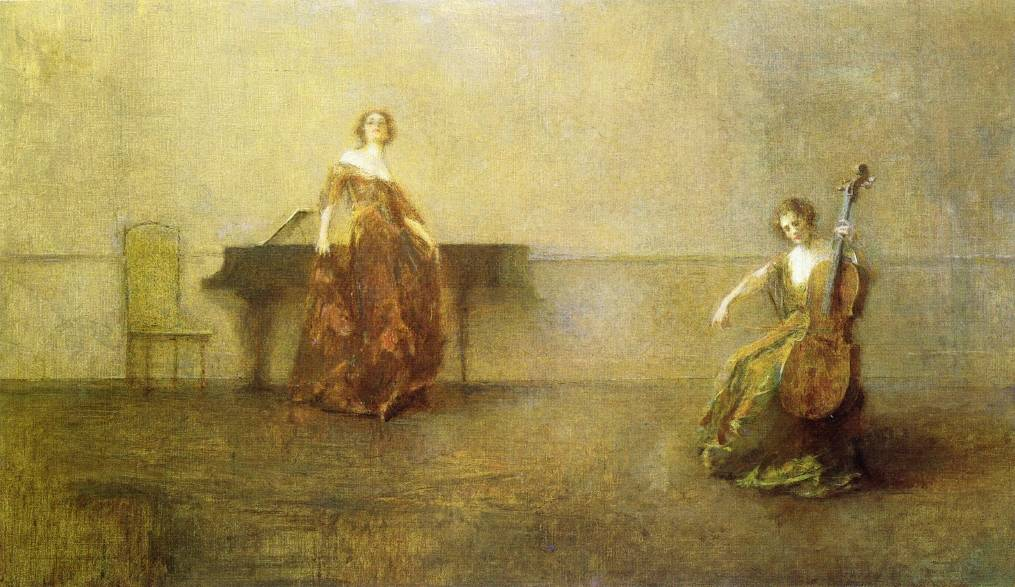
Thomas Dewing: The Song and the Cello, 1910

Als Liederabend wird eine Form des klassischen Konzertabends bezeichnet, in dem im Regelfall ein oder mehrere Vokalsolisten im Mittelpunkt stehen und einen Abend lang Lieder singen. Die Tradition wurde im 19. Jahrhundert begründet und erfreut sich auch heute noch – z. B. in Musiktheatern, den klassischen Konzerthäusern, Musikhochschulen, Musikschulen, im kirchlichen Rahmen oder bei privaten Hauskonzerten – großer Beliebtheit.

## Programmgestaltung
Die Künstler wählen dabei aus dem Genre das Repertoire aus, das einerseits ihre individuellen Fähigkeiten am besten zur Geltung bringt, andererseits aber auch einem bestimmten Konzept folgt, das einen Zusammenhang zwischen einzelnen Liedern oder auch zwischen verschiedenen Liedzyklen schafft. Dieser Zusammenhang kann thematisch geschaffen werden (Russische Lieder, Frühlingslieder, Lieder als Hommage an einen berühmten Sänger), innerhalb eines Liederzyklus schon vorgegeben sein (Winterreise, Frauenliebe und -leben, Kindertotenlieder, Das Buch der hängenden Gärten, I hate music!) oder über Komponisten hergestellt werden (Schubertiade). In der Auswahl der Lieder zeigt sich neben der Stimmlage des Sängers und seinen Fähigkeiten auch sein Stilgefühl und sein Textverständnis. Geschulte Zuhörer können allein an der Auswahl des Programms meistens erkennen, wie die Stimme des Sängers oder der Sängerin klingen wird, was Spezialitäten und Vorlieben der Stimme sind.

„Jede kultivierte Frau hat gelernt, sich gewählt zu kleiden, um - etwa als Sängerin auf dem Podium - ihre Schönheit unauffällig und doch deutlich zur Geltung zu bringen. Solche Aufgabe der Kultur, des kultivierten Geschmacks, wird […] meist sehr gut gelöst. Diese Forderung aber auch auf das Programm an Liedern und Arien für ein Konzert zu übertragen und dieses nun so gewählt zu gestalten, daß es der Persönlichkeit der Sängerin (oder des Sängers) entspricht – daß es also die Schönheit der Stimme wie die lebendige Eigenart und den künstlerischen Typus voll zur Geltung bringt: diese Aufgabe wird sehr viel weniger ernst genommen. Sonst gäbe es nicht so viel Schablonenprogramme ohne Persönlichkeitswert, ohne innere Spannungsgrundlage, ohne Vielfältigkeit, ohne den Reiz des Wechsels der seelischen Landschaft, ohne Abstimmung der einzelnen Programmgruppen – in sich selbst wie untereinander.
Ein Programm wird dann seine stärkste Wirkung gewinnen, wenn zwei Bedingungen erfüllt sind: erstens muß jede Liedgruppe spannungsmäßig richtig in das Gesamtprogramm eingeordnet sein. Und zweitens muß die Gruppe in sich selbst wechselvolle Spannung und Lösung zu einem geschlossenen Ganzen verbinden. Eine einzelne Liedgruppe sollte mit dem ausgewogenen Wechsel ihrer Sätze aufgebaut sein etwa wie eine Sonate oder eine Sinfonie. Es gibt leider Sänger genug, deren ‚Sinfonien‘ nur aus Adagiosätzen bestehen.“

Wenn ein Konzert ausschließlich aus Kunstliedern besteht, spricht man von einem Liederabend. Werden Lieder und Arien in einem Programm kombiniert, spricht man von einem Lieder- und Arienabend. Als Variante zum Duo mit Klavier existiert die Möglichkeit, einen Liederabend mit klassischer Harfe oder Gitarre begleiten zu lassen, für die zahlreiche Transkriptionen vorliegen.
Als Erfinder des klassischen Lieberabends mit Klavierbegleitung in einem öffentlichen Konzerthaus gilt der Wiener Kammersänger Gustav Walter, der seine ersten Veranstaltungen dieser Art in den 1850er und 1860er Jahren in Eigenregie organisierte. Walter war insbesondere für seine Schubert-Interpretationen berühmt und sang eine Reihe von Uraufführungen von Gesangsstücken der Komponisten Johannes Brahms und Antonín Dvořák.

## Liedgesang
Da das Lied eine differenzierte Phrasierung, Flexibilität im Stimmvolumen, eindeutiges Textverständnis in der gesungenen Sprache, sicheres musikalisches Stilgefühl und feine Charakterisierungskunst verlangt, sind nicht alle Opernsänger von vornherein für den Liedgesang prädestiniert. Die Stimme des Sängers ist in keiner anderen Konzertumgebung so deutlich zu hören – was umgekehrt genauso bedeutet, dass ein Liederabend noch mehr als eine Oper von der Leistung des Sängers oder der Sängerin abhängig ist. Für Opernsänger im Spannungsfeld zwischen Theaterbühne und kleinerem Konzertrahmen kann das Kunstlied deshalb gute stimmerzieherische Wirkungen haben, die einen Ausgleich zu den Anforderungen der Bühnenakustik darstellen. Auch für Anfänger im Gesangunterricht ist das Kunstlied eine der ersten musikalischen Gattungen, an dem die Beherrschung des Instrumentes Stimme geübt werden kann. Die Schwierigkeit der Lieder steigt dabei mit fortschreitendem Können an und wird regelmäßig an die bereits erworbenen Fähigkeiten angepasst.
Franziska Martienssen-Lohmann unterscheidet Lieder, die an ein imaginäres „Du“ gerichtet sind, Lieder des reinen Ich, die der Sänger selbstversunken in seine eigene Welt hinein formuliert, eine hymnische Gruppe, in der kein „Du“ oder „Ich“ und auch die Wände des Saals nicht mehr existieren, und eine Gruppe, die sich unmittelbar an das Publikum wendet, mit ihm spielt, kokettiert oder es in die Darstellung mit einbezieht. Eine Sonderstellung nehmen die erzählenden Balladen und Zwiegesänge ein, die besondere Charakterisierungskunst vom Sänger verlangen, da er mehrere Rollen in einer Stimme darstellen muss.

„Die erste klangliche Forderung an den Liedersänger ist Farbfähigkeit der Stimme. Der Bühnensänger singt den ganzen Abend die hellere oder die dunklere Gestalt, die er verkörpert; der Liedersänger aber hat so viel Gestalten zu verkörpern, als er an dem Abend Lieder singt! Sein „Rollenfach“ wechselt mit jedem Lied. Jede seiner „Rollen“ hat ihre Stimmfarbe. […] Wenn Schuberts „Der Tod und das Mädchen“ von einem Mann gesungen wird, so bedeutet das gedämpfte Vorspiel innerste Ruhe: Denn der Sänger ist der Tod, der nachher spricht. Singt aber eine Frauenstimme das Lied, so ist es etwas völlig anderes. Sie verkörpert das Mädchen, das den Tod nahen fühlt, das das nie Gehörte dieser Akkorde des Vorspiels ahnend voller Grauen erfaßt – das gebannt ist in zitterndem Erschrecken. Der Beginn des Einsatzes „Vorüber, ach, vorüber!“ bricht aus ihr wie aus namenlosem Entsetzen. Das Vorspiel, so fern von allem, was Theater heißt, verlangt in ihren Zügen die drängende innere Gespanntheit des Hörens, die sich zwangmäßig im Klang des Flehens entladen muß. Und dennoch darf sie in der Todesangst sich nicht so dramatisch und wild gebärden, daß die Worte des Todes: „Du schön und zart Gebild“ ihre Gültigkeit ganz verlieren müßten. Jedes noch so kleine oder noch so große Lied ist Szene und Gestalt auf der Bühne des Menschenherzens.“

Durch die Beschränkung der Begleitung auf das Klavier kommt dem Liedbegleiter hier eine bedeutende Rolle zu, da er dem Sänger nicht lediglich eine Vorlage für die Präsentation seiner Stimme liefert, sondern mit seiner Interpretation auf die gesamte Atmosphäre des Liederabends starken Einfluss nimmt. Idealerweise sollten Sänger und Begleiter sich deshalb künstlerisch und persönlich ergänzen, damit sie eine gemeinsame, stimmige Interpretation liefern können.

## Konzertrahmen

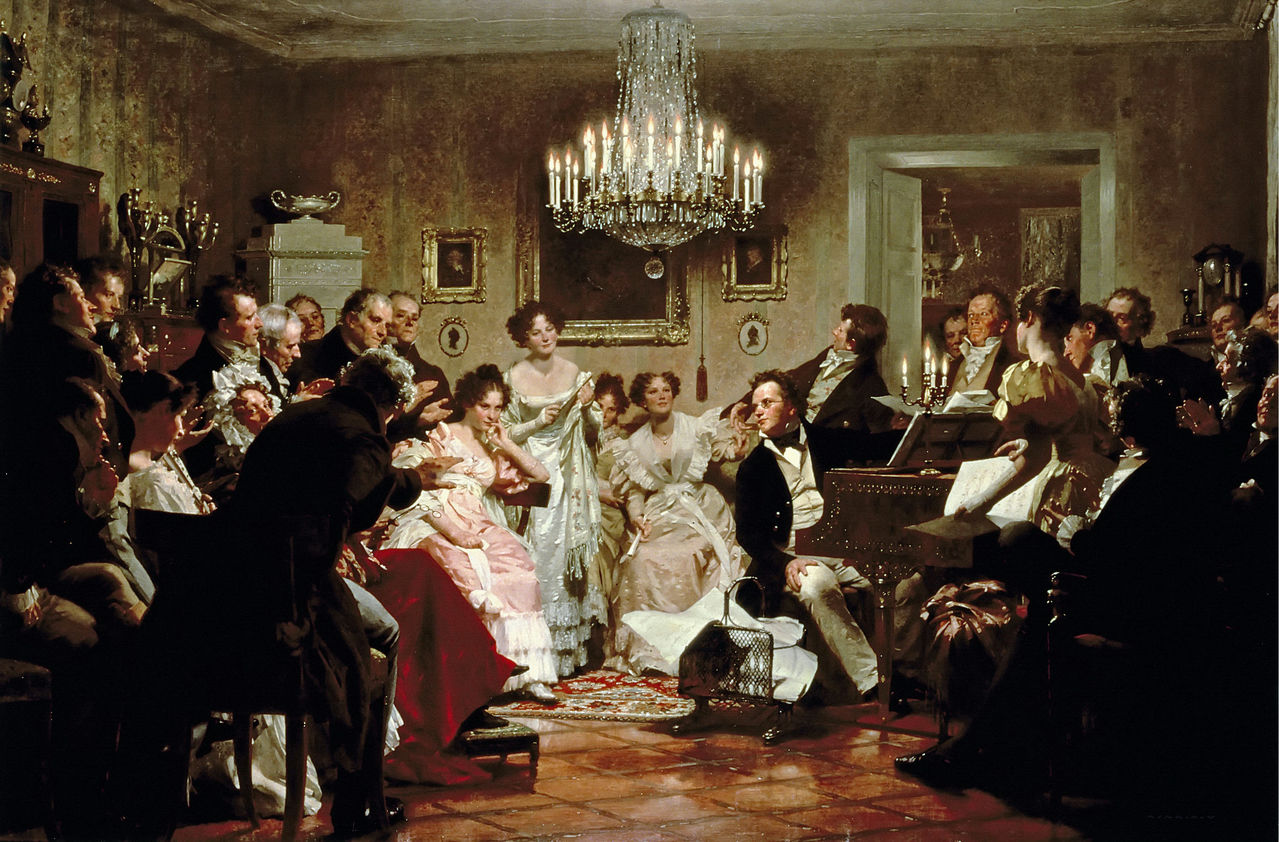
Eine Schubertiade, Ölgemälde von Julius Schmid (entstanden 1897)

Eine geeignete Umgebung für einen Liederabend ist eine im Vergleich zu einem Opernhaus eher kleine Bühne, die nicht durch unvorhergesehene Ereignisse (Passanten, Fotografen, Nebengeräusche aus angrenzenden Räumen) beeinträchtigt wird. Eine Akustik mit längerem Nachhall, wie sie Kirchenschiffe an sich haben können, wirkt sich unter Umständen ungünstig auf die Textverständlichkeit aus. Durch diese relativ einfachen Vorgaben ist es aber auch möglich, einen Liederabend in privatem Rahmen zu gestalten oder Lieder mit anderen Programmpunkten (Tagungen, Ausstellungseröffnungen, Feierlichkeiten etc.) oder Kunstformen (Performance, Tanz, Malerei, oft gemeinsam mit einer Regie) zu verbinden. In letzterem Fall gehen Liederabend und Musiktheater ineinander über.
Im Unterschied zu einer Oper finden bei einem Liederabend traditionell keine szenischen Aktionen statt, obwohl in letzter Zeit Liederabende inszeniert oder mit Ballett und anderen Künsten angereichert werden, um die relativ statische Anordnung für das Publikum auch optisch interessanter zu machen. Der Vorteil für Künstler und Publikum in der traditionellen Darbietung liegt in einer größeren Konzentration auf die Musik. Ein Liederabend stellt dadurch eine besonders persönliche Form der Kommunikation zwischen Künstlern und Publikum her.
Liederabende werden, wenn sie mit Klavier begleitet werden, auch auf großen Konzertbühnen nicht elektronisch verstärkt. Bei Open-Air-Vorstellungen wird von großen Veranstaltern häufiger auf Orchesterlieder zurückgegriffen; in diesem Fall wird die Stimme elektronisch verstärkt. Eine hohe Qualität des Instrumentes und vorherige Stimmung des Klaviers ist bei professionellen Veranstaltern selbstverständlich.

## Berühmte Liedinterpreten
Zu den berühmtesten und anerkanntesten Liedinterpreten der Welt zählten und zählen:
|  |  | - Elly Ameling - Teresa Berganza - Barbara Bonney - Helen Donath - Renée Fleming - Elīna Garanča - Magdalena Kožená - Lotte Lehmann - Marjana Lipovsek - Gundula Janowitz - Christa Ludwig - Edith Mathis - Jessye Norman - Christiane Oelze - Margaret Price |  | - Francisco Araiza - Walter Berry - Ian Bostridge - Dietrich Fischer-Dieskau - Christian Gerhaher - Matthias Goerne - Thomas Hampson - Christoph Prégardien - Hermann Prey - Thomas Quasthoff - Peter Schreier - Michael Volle - Fritz Wunderlich - Heinz Zednik |